# Assetou Sissoko
Pour les articles homonymes, voir Sissoko.
Assetou Sissoko, née le 7 mai 2000 à Kati, est une joueuse malienne de basket-ball.

## Carrière
Elle remporte le Championnat d'Afrique féminin de basket-ball des 16 ans et moins en 2015 ainsi que le Championnat d'Afrique féminin de basket-ball des moins de 18 ans en 2018 en étant la meilleure joueuse, la meilleure marqueuse et la meilleure tri-pointeuse du tournoi. Elle dispute la Coupe du monde féminine de basket-ball des moins de 19 ans 2019 qui voit le Mali terminer à la septième place. 
Elle est médaillée d'or par équipes et médaillée de bronze au concours de lancers en basket-ball à trois aux Jeux africains de plage de 2019.
Elle remporte à nouveau la médaille d'or en basket-ball à trois aux Jeux africains de plage de 2023.